# كهال (النادرة)

تعديل مصدري - تعديل

كهال هي إحدى قرى عزلة شخب بمديرية النادرة التابعة لمحافظة إب، بلغ تعداد سكانها 1238 نسمة حسب تعداد اليمن لعام 2004.